# Vicente Vallés
Vicente Vallés Choclán (Madrid, España; 18 de julio de 1963) es un periodista y presentador español.

## Biografía
Estudió BUP y COU en el colegio Santísima Trinidad de San José de Valderas (Alcorcón) y se licenció en Ciencias de la información, rama de Periodismo por la Facultad de Ciencias de la Información (Universidad Complutense de Madrid). 
Sus inicios profesionales se producen en la Cadena SER, colaborando en los programas Hora 25 y Hoy por hoy. En 1987 empezó a trabajar en la sección de deportes de TVE, donde permaneció hasta el verano de 1989. Después pasó a Telemadrid, donde formó parte del equipo fundador de sus servicios informativos. Fue redactor jefe de Nacional, y editor del informativo de las 20:30 horas, que presentaba Hilario Pino.
En 1994 es contratado por Telecinco, como jefe de Nacional de Informativos Telecinco. En 1997 fue nombrado subdirector de Informativos Telecinco (cargo en el que se mantuvo durante once años, hasta su marcha de esta cadena) y fue el responsable de dirigir el proceso de digitalización de la redacción, el primero que se realizó en una televisión en España.
En enero de 1998 la cadena le propone la presentación y dirección de La mirada crítica, un espacio informativo diario emitido en horario matinal y con entrevistas en profundidad a personajes de relevancia pública, especialmente del ámbito de la política. En 1999 pasa a ser director y presentador de los informativos de fin de semana. 
En 2004 volvió a dirigir y presentar La mirada crítica, tras la marcha de su presentadora, Montserrat Domínguez a Antena 3. Esta tarea la desempeña hasta el verano de 2008, compaginándola con la subdirección de los Servicios Informativos de la cadena. 
En septiembre de ese año, es nombrado subdirector del Canal 24 horas de TVE, donde dirige y presenta el programa de información, entrevistas y debate, La noche en 24 horas.
Entre el 5 de septiembre de 2011 y el 25 de junio de 2016 dirigió y presentó el informativo Antena 3 Noticias 1, en sustitución de Roberto Arce tras su marcha a Cuatro. En su primera temporada en Antena 3, presentó junto a Mónica Carrillo y a partir del 3 de septiembre de 2012 con Lourdes Maldonado.
Ha sido moderador en cuatro debates electorales: 2015, 2016 y dos en 2019, uno en abril y otro en noviembre del mismo año. El 7 de diciembre de 2015, moderó junto a Ana Pastor, el debate a 4 entre los tres candidatos a la presidencia del Gobierno, Pablo Iglesias, Albert Rivera y Pedro Sánchez; y la vicepresidenta del Gobierno Soraya Sáenz de Santamaría, fue emitido por Atresmedia (Antena 3, La Sexta, Onda Cero, Atresplayer y Antena 3 Internacional) y tuvo una media de 9,2 millones de espectadores.
El 13 de junio de 2016, moderó junto a los también periodistas Ana Blanco y Pedro Piqueras, (por parte de RTVE y Mediaset respectivamente) el debate entre los cuatro candidatos a la presidencia del Gobierno, previo a las elecciones del 26 de junio del mismo año. El debate lo organizó la Academia de las Ciencias y las Artes de Televisión y fue emitido por la mayor parte de las cadenas de televisión y radio de España y por algunas extranjeras. La audiencia media del debate fue de 10,5 millones de espectadores.
Tras cinco años en Antena 3 Noticias 1, desde el lunes 12 de septiembre de 2016 presenta y dirige Antena 3 Noticias 2, junto a Esther Vaquero . Además, es colaborador de opinión en el diario 20 Minutos, en La Razón y en El Confidencial.
Está especializado en información política nacional, aunque también ha cubierto, entre otros acontecimientos internacionales, todas las elecciones presidenciales de Estados Unidos desde 1992. También da cursos y charlas de forma habitual en varias universidades.

## Vida privada
Estuvo casado con la también periodista, Lucía Méndez, con la que tuvo dos hijos, Laura y Diego.
Actualmente es pareja de Ángeles Blanco –a la que conoció cuando trabajaba en Telecinco– y tienen un hijo, Daniel.

Tiene un hermano que también es periodista, José Antonio Vallés Choclán, que es redactor de Política Nacional y Defensa en Informativos Telecinco. Ambos son seguidores del Club Atlético de Madrid.

## Libros
- Trump y la caída del imperio Clinton. La esfera de los libros (2017). Trata sobre las claves de la llegada de Donald Trump a la presidencia de los Estados Unidos de América.[10]
- El rastro de los rusos muertos. Espasa libros (2019). Trata sobre la estrategia de política internacional de Vladímir Putin que puede haber detrás de los asesinatos y muertes inexplicadas de espías y diplomáticos rusos en los últimos años.[11]
- Operación Kazán. Espasa libros (2022). Trata sobre una sofisticada trama de espionaje que atraviesa la mayor parte del siglo XX y lo que llevamos de XXI y en la que se ven implicados el KGB, la CIA y el CNI.

## Premios
- Premio del Club Internacional de Prensa (2006).
- Premio Salvador de Madariaga (2009).
- Premio de la Asociación de Telespectadores y Radioyentes (ATR) por La noche en 24 horas, (2010).[12]
- Premio Protagonistas de la Comunicación (2011).
- Premio Laurel Platinum (2014).
- Premio Talento Comunicativo en Periodismo de la Universidad Complutense de Madrid (2014).
- Antena de Oro de la Federación de Asociaciones de Radio y Televisión de España (2014 y 2021).
- Premio Ondas (2016).[13]
- Premio Iris de la Academia de las Ciencias y las Artes de Televisión de España (2016, 2018, 2020 y 2021).
- Premio ETV3 al mejor presentador de informativos  (2016).
- Premio ASICOM (Universidad de Oviedo y Asociación Iberoamericana de la Comunicación) (2019).
- Premio de la Asociación de Corresponsales de Prensa Extranjera (2020).
- Premio Francisco Cerecedo de la Asociación de Periodistas Europeos (2020).
- Premio Primavera de Novela 2022 con Operación Kazán.[14]
- Premio ¡Bravo¡ (2022)[15]
- Premio Fam Cultura Pop-Eye en la categoría de Periodismo 2024.
- Premio APM al Mejor Periodista del Año (2024).[16][17]